# كريستوفر إس. تانغ
كريستوفر إس. تانغ (بالإنجليزية: Christopher S. Tang)‏ هو أكاديمي واقتصادي سنغافوري، ولد في 10 أغسطس 1957 في هونغ كونغ في الصين.